# 普庫森市

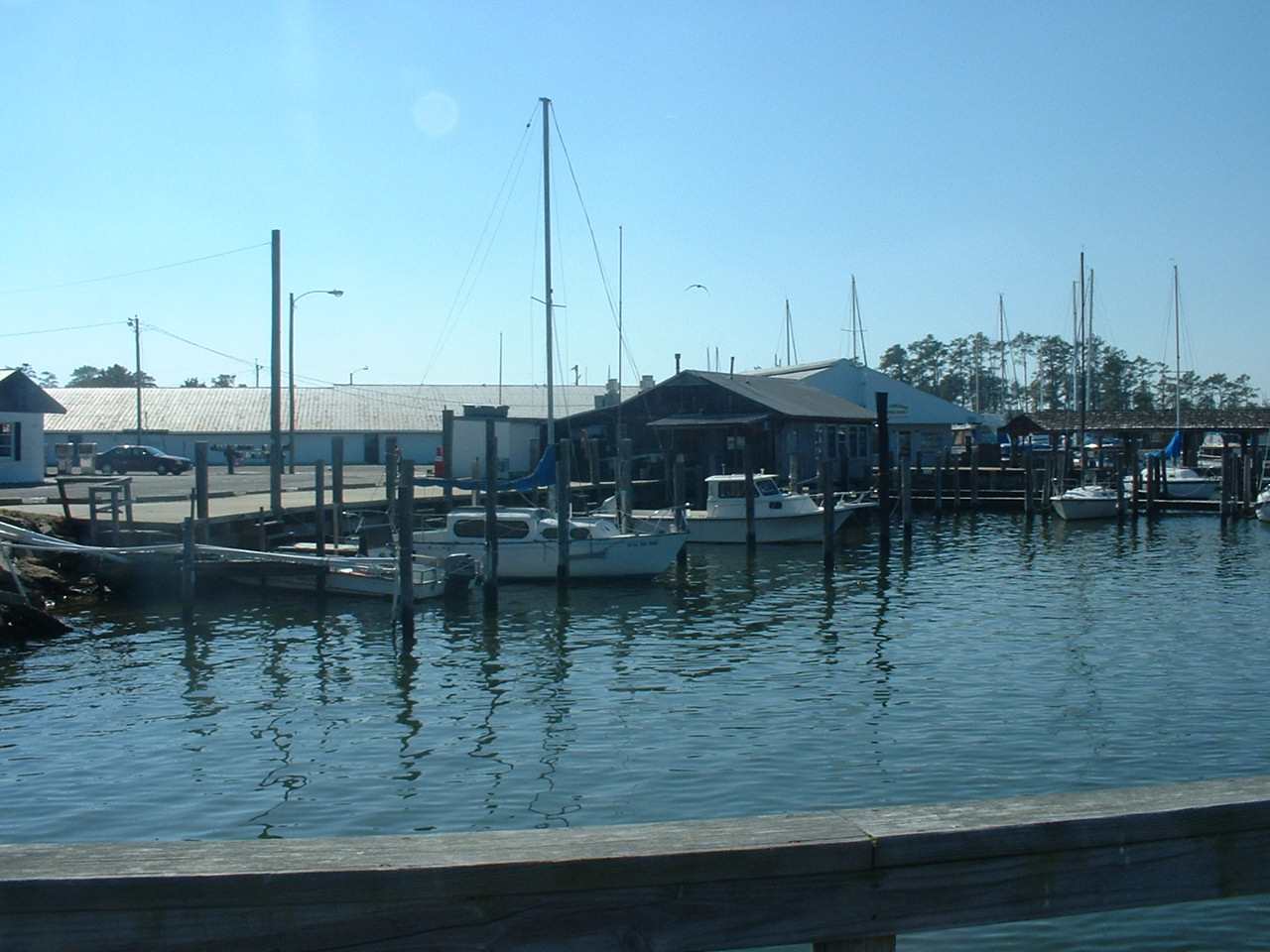
普庫森市

普庫森（英語：Poquoson）是位於美国維吉尼亞州南部的一座小城（人口：12460，2020年美国人口普查），而一年一度的聖誕遊行卻可以吸引數千名遊客前往觀賞。
长期以来一直被非正式地称为“公牛岛”，因为几个世纪以来，该地区的农民让他们的牛在盐沼中自由漫步。根據美國印第安人的文字，普庫森市的名字可翻譯為“大沼澤地”。曾是約克縣的一部分，直到1975年普庫森市才成為独立市。（在弗吉尼亚州，作为独立市不属于任何县。）但是，关系仍然密切。普库森成为一个政治独立实体几十年后，法院、治安官和监狱等一些宪法服务继续与邻近的约克县共享。
根據美國人口調查局，這城市的總面積為203.1 km² (78.4 mi²)。203.1 km² (78.4 mi²)是土地和162.9 km² (62.9 mi²)是水。